# 26 юни
26 юни е 177-ият ден в годината според григорианския календар (178-и през високосна). Остават 188 дни до края на годината.

## Събития
- 363 г. – Римският император Юлиан Отстъпник е убит по време на отстъпването от Сасанидското царство; военачалник Йовиан е провъзгласен за император.
- 684 г. – Бенедикт II става папа.
- 1483 г. – Ричард III става крал на Англия след като сваля чрез преврат непълнолетния законен монарх Едуард V.
- 1534 г. – Французинът Жак Картие открива остров Принц Едуард (дн. Канада).
- 1655 г. – Битка на река Теляжен, ляв приток на река Прехова, в която сеймените са разгромени.
- 1819 г. – Британецът Денис Джонсън патентова в Лондон велосипеда.
- 1843 г. – Хонконг става британска колония.
- 1877 г. – Руската армия форсира р. Дунав при Свищов.
- 1879 г. – Княз Александър I Батенберг полага клетва пред I велико народно събрание в Търново и поема управлението на Княжество България.
- 1906 г. – В Льо Ман (Франция) се провежда първото международно автомобилно състезание.
- 1913 г. – Битката при Брегалница (през Междусъюзническата война) приключва с победа на сърбите и отстъпление на българската 4-та армия.
- 1917 г. – Приведени са в изпълнение присъдите на осъдените на смърт заговорници в Солунския процес.
- 1919 г. – Проведен е първият полет с първия целометалически самолет за гражданско въздухоплаване Junkers F 13 на германската фирма Junkers & Co.
- 1925 г. – В Холивуд се състои премиерата на филма на Чарли Чаплин Треска за злато.
- 1940 г. – Втора световна война: Съгласно Пакта Рибентроп-Молотов Съветския съюз поставя ултиматум на Румъния за предаване на Бесарабия и северната част на Буковина.
- 1941 г. – Втора световна война: Финландия влиза във войната срещу СССР на страната на Хитлеристка Германия.
- 1941 г. – В България е създадена първата партизантска чета – в Разложко, с командир Никола Парапунов.
- 1945 г. – В Сан Франциско представители на 50 държави подписват Харта на Обединените нации за създаване на ООН, която влиза в сила на 24 октомври същата година.
- 1949 г. – В Белгия се провеждат първите парламентарни избори, в които за първи път жените упражняват правото си на вот.
- 1959 г. – В САЩ тържествено е открит каналът Сейнт Лорънс (114 мили).
- 1960 г. – Сомалия получава независимост от Великобритания.
- 1960 г. – Обявена е независимостта на Мадагаскар от Франция.
- 1963 г. – Джон Ф. Кенеди произнася реч в Западен Берлин, в която подчертава подкрепата на Съединените щати за демократичен Западен Берлин.
- 1976 г. – Открита е телевизонната кула Си Ен Тауър в Торонто, която е най-високото свободностоящо съоръжение в света (553 м).
- 1977 г. – Елвис Пресли изнася в Индианополис последния си концерт преди смъртта си два месеца по-късно.
- 1988 г. – За първи път се отбелязва обявеният от ООН Ден за борба с наркоманията.
- 1995 г. – В Адис Абеба е извършен опит за атентат над президента на Египет Хосни Мубарак.
- 1996 г. – Ирландската журналистка Вероника Герин е застреляна в колата си докато пътува в предградията на Дъблин
- 2000 г. – Колектив от учени от САЩ, Англия, Франция, Германия, Япония и Китай дешифрира 97% от човешкия ДНК-код.

## Родени
- 1730 г. – Шарл Месие, френски астроном († 1817 г.)
- 1824 г. – Уилям Томсън, английски физик († 1907 г.)
- 1826 г. – Адолф Бастиан, немски лекар († 1905 г.)
- 1866 г. – Джордж Хърбърт Карнарвън, британски археолог († 1923 г.)
- 1879 г. – Ана Маймункова, български политик († 1925 г.)
- 1892 г. – Пърл Бък, американска писателка, Нобелов лауреат през 1938 († 1973 г.)
- 1896 г. – Андрей Грабар, руски учен († 1990 г.)
- 1906 г. – Щефан Андрес, немски писател († 1970 г.)
- 1908 г. – Салвадор Алиенде, президент на Чили († 1973 г.)
- 1911 г. – Дечо Бутев, командир на Партизански отряд „Христо Ботев“ и Партизански отряд „Васил Левски“ (Пловдив) († 1943 г.)
- 1916 г. – Бенжамин Астург, български футболист 2006
- 1922 г. – Елинор Паркър, американска актриса и певица († 2013 г.)
- 1925 г. – Павел Беляев, руски космонавт († 1970 г.)
- 1927 г. – Димитър Попов, министър-председател на България († 2015 г.)
- 1931 г. – Колин Уилсън, английски философ, критик и писател († 2013 г.)
- 1933 г. – Клаудио Абадо, италиански диригент († 2014 г.)
- 1936 г. – Богдан Дочев, български футболист († 2017 г.)
- 1937 г. – Робърт Ричардсън, американски физик, Нобелов лауреат († 2013 г.)
- 1944 г. – Генадий Зюганов, руски политик
- 1956 г. – Вероник Жоне, френска актриса
- 1956 г. – Крис Айзък, американски певец
- 1961 г. – Грег Лемонд, американски професионален колоездач
- 1968 г. – Паоло Малдини, италиански футболист
- 1969 г. – Колин Грийнуд, британски басист
- 1970 г. – Крис О'Донъл, американски актьор
- 1975 г. – Жан-Пол Абало, тогоански футболист
- 1975 г. – Емил Киряс, политик от Република Македония
- 1984 г. – Преслава, българска певица
- 1984 г. – Индила, френска певица
- 1993 г. – Ариана Гранде, американска актриса и певица

## Починали
- 363 г. – Юлиан Апостат, римски император (* 331 г./332)
- 1541 г. – Франсиско Писаро, испански конквистадор (ок. 1475)
- 1814 г. – Доминик Вияр, френски ботаник (* 1745 г.)
- 1830 г. – Джордж IV, крал на Обединеното кралство (* 1762 г.)
- 1856 г. – Макс Щирнер, немски философ (* 1806 г.)
- 1861 г. – Павел Шафарик, словашки филолог (* 1795 г.)
- 1913 г. – Кочо Мавродиев, български просветител (* 1860 г.)
- 1918 г. – Петер Розегер, австрийски писател (* 1843 г.)
- 1937 г. – Донка Ушлинова, българска революционерка и подофицер (* 1880 г.)
- 1942 г. – Цвятко Радойнов, деец на БКП (* 1895 г.)
- 1957 г. – Малкълм Лоури, английски писател (* 1909 г.)
- 1957 г. – Алфред Дьоблин, немски психиатър и писател (* 1878 г.)
- 1982 г. – Александър Мичерлих, немски психолог (* 1908 г.)
- 1996 г. – Едуард Захариев, български кинорежисьор (* 1938 г.)
- 1996 г. – Вероника Герин, ирландска журналистка (* 1958 г.)
- 1998 г. – Мечислав Домарадски, полски археолог (* 1949 г.)
- 2007 г. – Лев Безименски, руски писател (* 1920 г.)
- 2008 г. – Милка Туйкова, българска актриса (* 1927 г.)
- 2010 г. – Алгирдас Бразаускас, литовски политик (* 1932 г.)
- 2012 г. – Нора Ефрон, американска писателка, сценарист и режисьор (* 1941 г.)
- 2015 г. – Евгений Примаков, съветски и руски политик и дипломат (* 1929 г.)
- 2019 г. – Макс Райт, американски актьор (* 1943 г.)
- 2025 г. – Енчо Пиронков, български художник (* 1932 г.)
- 2025 г. – Милена Цанева, български литературен критик (* 1930 г.)

## Празници
- ООН – Международен ден за подкрепа на жертвите на изтезания – Отбелязва се от 1998 г. по инициатива на ООН по повод годишнина от приемането през 1984 г. на Международната конвенция против изтезанията
- ООН – Международен ден за борба с употребата и нелегалния трафик на наркотици – Отбелязва се от 1988 г. по решение на Общото събрание на ООН
- Световен ден за борба с множествената склероза
- Мадагаскар – Ден на независимостта (от Франция, 1960 г., национален празник)
- Сомалия – Ден на независимостта (от Великобритания, 1960 г., национален празник)